# Lina Romay
Lina Romay, geboren als Rosa María Almirall Martínez (Barcelona, 25 juni 1954 –Málaga, 15 februari 2012) was een Spaanse actrice die vaak verscheen in films geregisseerd door haar oude metgezel (en latere echtgenoot) Jesús Franco.
Romay werd in 1954 in Barcelona geboren. Na haar middelbare school studeerde ze kunst, trouwde met acteur / fotograaf Ramon Ardid (ze scheidden later) en begon met acteren in toneelproducties. Ze begon te verschijnen in de films van Jesús Franco vanaf de tijd dat ze elkaar ontmoetten in 1972. Ze verscheen in meer dan honderd speelfilms, de meeste geregisseerd door Franco. De meeste van hun films samen waren in het erotische filmgenre, maar ze speelde ook in veel horror-, komedie- en actie- / avonturenfilms. Tot de bekendere horrorfilms van haar behoren The Bare Breasted Countess (ook bekend als Female Vampire (1975)), Barbed Wire Dolls (1976) en Jack the Ripper (1976).
Ze nam de naam Lina Romay aan van de gelijknamige actrice en jazzartiest uit de jaren 40.
Lina Romay en Jesús Franco waren vier decennia een stel, maar zijn pas officieel getrouwd op 25 april 2008. Ze stierf aan kanker op 57-jarige leeftijd op 15 februari 2012 in Málaga, Spanje. Haar partner Franco stierf een jaar later in 2013.

## Filmografie (selectie)
- The Rites of Frankenstein (1973)
- Lovers of Devil's Island (1973) - onvermeld
- Tendre et perverse Emanuelle (1973)
- The Sinister Eyes of Doctor Orloff (1973)
- The Lustful Amazons (1974)
- How to Seduce a Virgin (1974)
- Celestine, Maid at Your Service (1974)
- The Perverse Countess (1974)
- Lorna the Exorcist (1974)
- Night of the Skull (1974)
- Female Vampire (1975)
- Women behind Bars (1975)
- L'Éventreur de Notre-Dame (1975)
- Downtown - Die nackten Puppen der Unterwelt (1975)
- The Hot Nights of Linda (1975)
- Rolls-Royce Baby (1975)
- Barbed Wire Dolls (1976)
- The Erotic Adventures of Robinson Crusoe (1976)
- Jack the Ripper (1976)
- Die Marquise von Sade (1976)
- Ilsa, the Wicked Warden (1976)
- Midnight Party (1976)
- Les emmerdeuses (1976)
- Shining Sex (1976)
- Frauen ohne Unschuld (1977)
- Swedish Nympho Slaves (1977)
- Kiss Me Killer (1977)
- Love Letters of a Nun (1978)
- Justine (1979)
- Mondo Cannibale (1980)
- Devil Hunter (1980)
- Sinfonía Erótica (1980)
- Two Female Spies with Flowered Panties (1980)
- Sexual Aberrations of a Housewife (1981)
- Pick-Up Girls (1981)
- Apocalipsis sexual (1982)
- Revenge in the House of Usher (1982)
- Mansion of the Living Dead (1982)
- Oasis of the Zombies (1982)
- Macumba Sexual (1983)
- Gemidos de Placer (1983)
- Blood on My Shoes (1983)
- Night of Open Sex (1983)
- Los blues de la calle Pop (1983)
- Camino solitario (1984)
- Is Cobra a Spy? (1984)
- Night Has a Thousand Desires (1984)
- Judoka Shadow versus Doctor Wong (1985)
- Alone against Terror (1986)
- Orgasmo perverso (1986)
- Faceless (1987)
- Phollastía (1987)
- Downtown Heat (1994)
- Tender Flesh (1998)
- Lust for Frankenstein (1998)
- Mari-Cookie and the Killer Tarantula (1998)
- Dr. Wong's Virtual Hell (1999)
- Red Silk (1999)
- Vampire Blues (1999)
- Vampire Junction (2001)
- Incubus (2002)
- Killer Barbys vs. Dracula (2002)
- Rossa Venezia (2003)
- Snakewoman (2005)
- Angel of Death 2 (2007)
- Paula-Paula (2010)